# Petinomys crinitus
Petinomys crinitus — вид гризунів родини Sciuridae. Він є ендеміком Філіппін. Його часто плутають з Petinomys mindanensis. Трапляється на висотах від 500 до 1600 метрів. Зустрічається в низовинах та гірських первинних лісах, хоча його чисельність вища в його улюбленому середовищі існування (дубовому лісі) на вищих висотах. Середовище існування на цій висоті знаходиться в досить хорошому стані, оскільки воно холодне, вологе та важкодоступне.

## Характеристики
P. crinitus досягає довжини тіла близько 31 сантиметра, а хвоста — близько 26 сантиметрів. Вона важить близько 1200 грамів. Забарвлення спини та голови сіре або коричневе, низ світліший. Вуха малі, з трьома невеликими пучками шерсті. Лапи сіро-коричневі, хвіст коричневий і, на відміну від Petinomys mindanensis, сплющений.

## Спосіб життя
Є мало даних та спостережень щодо способу життя. Її спосіб життя, ймовірно, схожий на спосіб життя інших летяг; вона, ймовірно, веде деревний або частково наземний спосіб життя, переважно нічний та харчується рослинами.